# جوش كوهن (مدرب كرة المضرب)
جوش كوهن (بالإنجليزية: Josh Cohen)‏ هو مدرب كرة المضرب أمريكي، ولد في 17 سبتمبر 1984.